# Тема (Гана)
Тема — місто на березі Атлантичного океану, на схід від столиці країни — Аккри; входить до складу регіону Велика Аккра, в Гані, Західна Африка. Населення в 2012 році — 160 939 осіб.
Спочатку було невеликим рибальським селищем. Місто сильно виросло після побудови порту в 1961 році і зараз є найбільшим в країні морським портом. Також Тема є важливим промисловим центром; в місті розташований нафтопереробний завод. Зі столицею Тему з'єднують залізниця та шосе. Гавань Теми є однією з двох найглибших в країні поряд з портом Секонді-Такораді.